# Чаканиха
Чаканиха — посёлок в Весёловском районе Ростовской области.
Входит в состав Верхнесолёновского сельского поселения.

## География
Посёлок расположен на левом берегу Багаевского канала.

## История
Указом Президиума Верховного Совета РСФСР от 24 февраля 1988 года поселку центральной усадьбы Багаевского совхоза присвоено наименование посёлок Чаканиха.

## Население
| 1989 | 2002 | 2010 |
| ---- | ---- | ---- |
| 682  | ↗880 | ↗894 |

## Улицы
| - пер. Зелёный - пер. Молдавский - пер. Садовый - пер. Солнечный - пер. Спортивный - пер. Школьный - пер. Шоссейный | - ул. Мира - ул. Молодёжная - ул. Центральная |

## Инфраструктура
В посёлке имеется МБОУ Багаевская среднеобразовательная школа.